# توماس ج سارجنت
توماس جون «توم» سارجنت (بالإنجليزية: Thomas J. Sargent)‏ (و. 19 يوليو 1943)، هو اقتصادي أمريكي متخصص في مجالات الاقتصاد الكلي، الاقتصادي النقدي والسلسلة الزمني للاقتصاد القياسي. وهو أحد زعماء «تطور التوقعات المنطقية»، التي جادلت أن صناع السياسات لا يمكنهم أن يتلاعبوا في الاقتصاد بطريقة منهجية من خلال تغيرات سياسية يمكن توقعها. وهذه المقولة مبنية على أن اللاعبين في الاقتصاد سوف يتوقعون التغيرات السياسية المستقبلية من الحكومة. وقدم سارجنت اسهامات هامة في هذه النظرية بالإضافة إلى تطبيقاته باستخدام التقنيات الرياضية الجديدة في النماذج الاقتصادية المصممة من أجل هذه التوقعات.
عمل سارجنت مع نيل والاس لتطوير saddle path stability characterization of the rational expectations equilibrium. وفي 2011، كان ترتيبه السابع عشر بين أكثر الاقتصاديين في العالم ذِكراً في الأبحاث.

## حياته
حصل سارجنت على البكالوريوس من جامعة كاليفورنيا، بركلي في عام 1964، ثم الدكتوراه من جامعة هارڤرد في عام 1968. وبدأ بالتدريس في جامعة پنسلڤانيا في الفترة (1970-1971)، جامعة مينيسوتا (1971–1987)، جامعة شيكاغو (1991–1998)، جامعة ستانفورد (1998–2002) وجامعة پرنستون (2009)، ويعمل عاليا أستاذ في الاقتصاد والأعمال في جامعة نيويورك (منذ 2002). وهو زميل الجمعية الاقتصادية منذ 1976. في عام 1983، انتخب سارجنت زميل في الأكاديمية الأمريكية للفنون والآداب. وهو زميل معهد هوڤر بجامعة ستانفورد منذ 1987.
في عام 2011 فاز سارجنت جائزة الأكاديمية الوطنية للعلوم في المراجعة العلمية ‏ من الأكاديمية الأمريكية للفنون والآداب وفي سبتمبر حصل على 2011 CME Group-معهد أبحاث العلوم الرياضية Prize in Innovative Quantitative Applications. في 10 أكتوبر، 2011، فاز سارجنت بالمشاركة مع كريستوفر سميز بجائزة نوبل في الاقتصاد. "لأبحاثهم التجريبية حول الأسباب والتأثيرات في الاقتصاد الكلي"y".

## وصلات خارجية
- توماس ج سارجنت على موقع الموسوعة البريطانية (الإنجليزية)
- توماس ج سارجنت على موقع مونزينجر (الألمانية)
- توماس ج سارجنت على موقع إن إن دي بي (الإنجليزية)
- Homepage at the New York University website نسخة محفوظة 15 أكتوبر 2008 على موقع واي باك مشين.